# Гарцкия
Гарцкия (абх. Ӷарҵкьаа) — древний абхазский род, принадлежавший к  дворянству.

## История
Первоначальное место жительства — Очамчырский район. Известные дворяне — три брата Даут, Дамеи и Далмат Гарцкия, которым принадлежало 52 гектар земли в Очамчырском районе. В силу определенных[каких?] причин переехали в село Лыхны, Гудаутского района, где владетельный князь выделил им земли вблизи своей резиденции. Пользовались уважением среди высокопоставленных членов Абхазского Княжества, в том числе и среди правящей династии князей Чачба.

## Известные представители
Среди фамилии Гарцкия встречаются и Герои Абхазии, кавалеры множества орденов, мастера спорта, успешные бизнесмены, работающие как в Абхазии, так и за её пределами.
- Владимир Гарцкия — учитель, автор одного из лучших вариантов русскоязычной записи абхазского героического эпоса о богатыре-богоборце Абрскиле, абхазском Прометее[3].
- Гарцкия, Автандил Зефикович — абхазский политический деятель, Герой Абхазии.